# حقل برقان

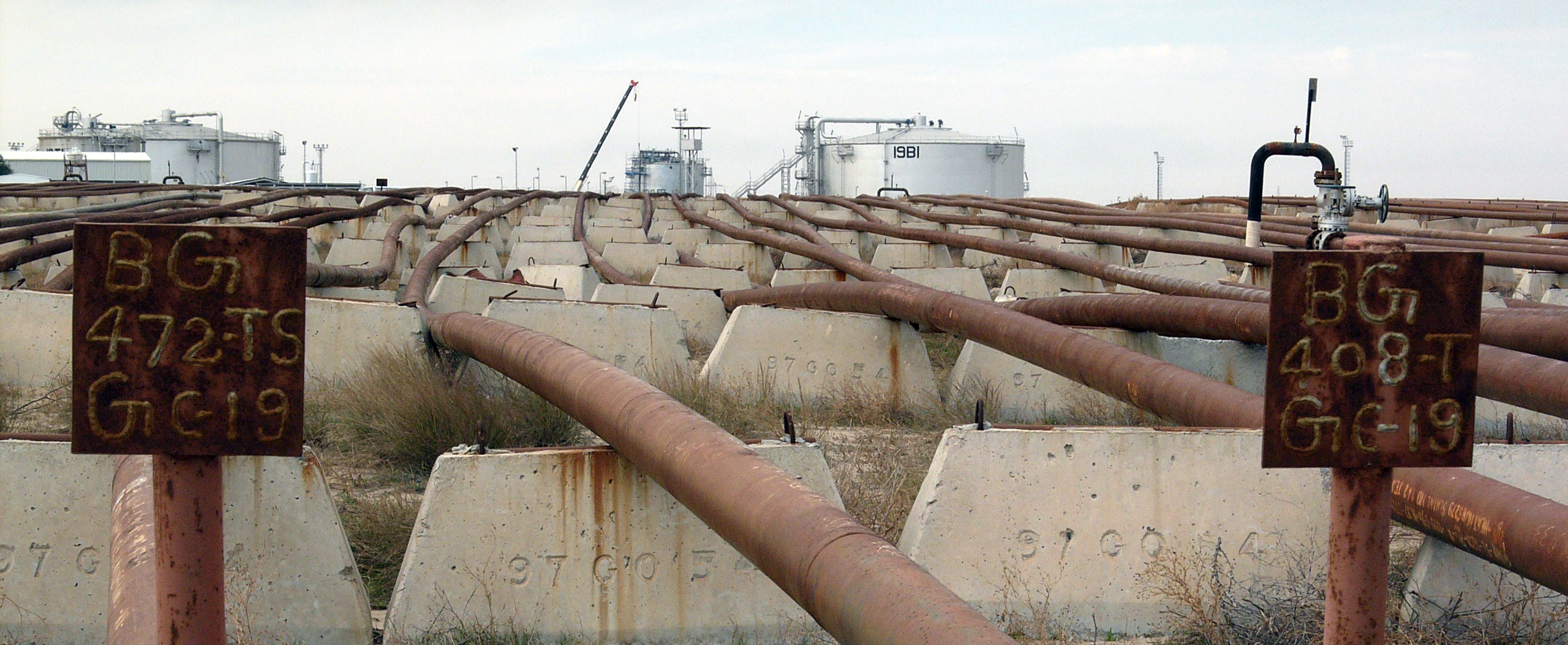
أنابيب في حقل برقان النفطي

حقل برقان هو حقل نفط يقع في صحراء جنوب شرق الكويت. وقد يُشار بحقل برقان أيضًا إلى برقان الكبير، وهو مجموعة من ثلاثة حقول متقاربة، تشمل بالإضافة إلى حقل برقان، حقلي "المقوع" و"الأحمدي" الأصغر حجمًا. يُعد برقان الكبير أكبر حقل نفطي في العالم مكوَّن من صخر رملي، وثاني أكبر حقل نفطي على الإطلاق بعد حقل الغوار في السعودية. يقع حقل برقان على ساحل الخليج العربي، وهو ما لعب دورًا كبيرًا في تكوّن هذا الخزان النفطي البارز قبل ملايين السنين.أغسطس 2024[بحاجة لمصدر]

## الاكتشاف والجيولوجيا
كان تسرب طبيعي للنفط الخام على سطح الأرض في منطقة حقل برقان معروفًا للبشر منذ العصر الحجري الحديث، وقد تم تتبع مادة قار وُجدت في قارب مصنوع من القصب في موقع اتش 3 الكويتي/شمال الكويت ومؤرخة إلى عام 5000 قبل الميلاد إلى ذلك التسرب.
تم اكتشاف المكامن النفطية تحت السطح في حقل برقان في فبراير 1938. وبدأت شركة نفط الكويت، المملوكة آنذاك للولايات المتحدة والمملكة المتحدة، الإنتاج التجاري للنفط من الحقل في عام 1946.
يُعد برقان الكبير، وهو منطقة أوسع تحيط بحقل برقان، أكبر حقل نفطي مكوّن من حجر رملي (صخر فتاتي) في العالم، وتبلغ مساحته الإجمالية حوالي 1000 كم2. ويضم ثلاثة حقول فرعية منتجة: برقان نفسه (500 كم2)، المقوع (180 كم2)، والأحمدي (140 كم2).
تتخذ بنية حقل برقان شكل طية محدبة بيضاوية، مقطوعة بعدد كبير من الصدوع الشعاعية. تقع حقولا المقوع والأحمدي على قبب فرعية أصغر شمال حقل برقان.
يُحتوى النفط في حقل برقان داخل أربعة مستويات جيولوجية رئيسية تعود إلى العصر الطباشيري، وهي: "وارا" (صخر رملي)، "المودود" (حجر جيري)، "الرمل الثالث لبرقان" (3S)، و"الرمل الرابع لبرقان" (4S). ويُقسم "الرمل الثالث لبرقان" بدوره إلى ثلاث طبقات فرعية: "الرمل الثالث العلوي" (3SU)، "الرمل الثالث الأوسط" (3SM)، و"الرمل الثالث السفلي" (3SL). تاريخيًا، كان الإنتاج يأتي بشكل رئيسي من وحدة (3SM). وبحلول عام 1992، كانت وحدتا الرمل الثاني والثالث قد اجتاحتهما المياه.

## الطباقية
يتكوّن حقل برقان النفطي من ثلاث بنيات جيولوجية تحت سطحية رئيسية تُعرف باسم تكوين المقوع، وتكوين الأحمدي، وتكوين برقان. تحتوي المكامن الأعمق، مثل صخور الحجر الجيري من العصر الطباشيري السفلي "رتاوي" و"مناقيش"، بالإضافة إلى تكوين "مارات" الجوراسي، على كميات كبيرة من النفط، لكنها أقل أهمية من الناحية الاقتصادية. يفصل تكويني المقوع والأحمدي عن تكوين برقان صدع عادي يقطع أفقيًا عبر البنية بأكملها، ويُعرف هذا الصدع باسم أخدود برقان.
تلعب الضغوط التكتونية التي أثرت على هذه المنطقة خلال عصري الميزوزويك والسينوزويك دورًا في نشوء العديد من الصدوع التي تظهر في التكوين. وبالنظر عن قرب إلى حقل برقان، يتكوّن التكوين من عدة صدوع شعاعية تساعد في احتجاز البترول داخل التكوين. وهذه الصدوع، إلى جانب أخدود برقان، تؤدي إلى تقسيم المكمن إلى أقسام صغيرة (compartments). وهذا التقسيم يخلق فرصًا ممتازة لاستخراج النفط ويحافظ عليه في مكانه لفترات طويلة. يُعرف صخر المصدر الذي يُغطي هذا التكوين باسم "تكوين المودود" الجيري. (تُساعد الرسوم التوضيحية أعلاه على تقديم تصور بصري أفضل عن التكوين ككل)
تشير البيئة القديمة لحقل برقان الكبير إلى أن تكوين الحقل بدأ في الرمل العلوي والسفلي لبرقان، استنادًا إلى نظام نهري (fluvial) تكيف مع تحركات خط الساحل التقدميّة عبر الزمن. بعد تكوين برقان، بدأ تشكّل تكوين "المودود" الجيري، وهو صخر المصدر. يتكون هذا التكوين من بيئة بحرية ضحلة تضم مكونات عضوية من نوع واكستون، وgrainstone، وشواطئ محاطة بدولوميت بحيري. وأخيرًا، تشكّل تكوين "وارا" من نظام نهري تعرض إلى دولوميت عضوي يُعرف باسم "طفلة وارا". وقد تشكلت هذه الطفلات خلال انخفاض مستوى سطح البحر النسبي (RSL). وعند نهاية تكوين وارا، امتلأت الوديان النهرية بـمصب خليجي ناتج عن تقدم بحري وارتفاع مستوى سطح البحر. يُختم هذا التكوين بما يُعرف باسم غطاء الأحمدي (Ahmadi Cap rock).
تم إجراء محاولات لاكتشاف مكامن نفطية أعمق. ففي عام 1951، تم اكتشاف صخور "مينقيش أوليت" الجيرية من عمر البيراسيان في حقل برقان، إلى جانب الكربونات الجوراسية في المقوع، وكلاهما أثبت احتواءه على النفط. ومع ذلك، لم يتم استخراج النفط تجاريًا من هذه المكامن العميقة.

## احتياطيات النفط، القدرة الإنتاجية والعمر التقديري
وُصفت البيانات المتعلقة باحتياطيات وإنتاج حقل برقان بأنها "تكتنفها السرية والضبابية والجدل".
تُقدّر الطاقة الإنتاجية الإجمالية المحتملة للنفط القابل للاستخلاص في حقل برقان ما بين 66 و75 مليار برميل، بالإضافة إلى ما يقارب 70 تريليون قدم مكعب من الغاز الطبيعي. وقدّرت بلومبيرغ الاحتياطيات المتبقية بـ 55 مليار برميل حتى عام 2005. أما الإنتاج التراكمي حتى عام 1996 فقد قُدّر من قبل شركة استشارية بنحو 28 مليار برميل من النفط.
بلغت القدرة الإنتاجية لحقل برقان 1,700,000 برميل لكل يوم (270,000 م3/ي) في عام 2005، مما جعله رابع أكثر الحقول النفطية إنتاجًا في العالم في عام 2013، بحسب Oil Patch Asia. وكانت هذه القدرة أقل مما كانت عليه في السابق، حيث وصلت إلى 2,400,000 برميل لكل يوم (380,000 م3/ي) في عام 1972. أما الإنتاج الفعلي في عام 2005 فقد تراوح ما بين 1,300,000 و1,700,000 برميل يوميًا. توقعت الوكالة الدولية للطاقة آنذاك أن يصل الإنتاج إلى 1,640,000 برميل/ي (261,000 م3/ي) بحلول عام 2020 و1,530,000 برميل/ي (243,000 م3/ي) في عام 2030. في عام 2005، قدّرت شركة نفط الكويت العمر المتبقي لحقل برقان بـ 30 إلى 40 عامًا، على أساس إنتاج يومي يبلغ نحو 1.7 مليون برميل.
في عام 2010، صرّح الرئيس التنفيذي لـ شركة نفط الكويت أن حقل برقان ينتج نصف إنتاج الكويت من النفط.
تبدو احتمالات وجود مكامن أعمق تحت الموارد المعروفة من النفط والغاز في برقان غير مستكشفة بما فيه الكفاية.

## حرب الخليج الأولى

قوات مشاة البحرية الأمريكية تقترب من حقول النفط المحترقة خلال حرب الخليج

في عام 1991، قام الجنود العراقيون المنسحبون بإضرام النار في حقل برقان خلال حرب الخليج الأولى كجزء من سياسة الأرض المحروقة. امتدت أعمدة الدخان من حقل برقان الكبير بعرض 50 كيلومترًا في أي يوم، وبسماكة 2.5 كم. ومن خلال المراقبة عبر الأقمار الصناعية، ظهرت سحب الدخان كحية سوداء في الصحراء تمتد بشكل موازٍ للخليج العربي. قام ريد أدير بإطفاء 117 بئرًا مشتعلة، بينما قادت شركة "سيفتي بوس" الكندية الجهود بإطفاء 180 بئرًا.
أفادت وثائق وكالة المخابرات المركزية رفعت عنها السرية عام 1991، أنه رغم الدمار، لم يكن هناك استنزاف كبير في الاحتياطات النفطية أو انخفاض في القدرة الإنتاجية لحقل برقان. ومع ذلك، فقد تعرضت ثلاث محطات تجميع لأضرار جسيمة جعلت من غير الممكن إصلاحها.
دمرت الفرقة البحرية الأولى التابعة للولايات المتحدة 60 دبابة عراقية في معركة وقعت بالقرب من حقل برقان.